# Amadou Ndiaye (natation)
Pour les articles homonymes, voir Amadou Ndiaye et Ndiaye.
Amadou Ndiaye Antonetti, né le 28 avril 2001, est un nageur sénégalais.

## Carrière
Amadou Ndiaye dispute le 400 mètres et le 800 mètres nage libre des Jeux olympiques de la jeunesse de 2018 à Buenos Aires, où il est le porte-drapeau de la délégation sénégalaise lors de la cérémonie d'ouverture.
Il remporte aux Championnats d'Afrique de natation 2021 à Accra la médaille de bronze sur 4 × 100 mètres nage libre et sur 4 × 200 mètres nage libre.